# Česká reprezentace v orientačním běhu
Česká reprezentace v orientačním běhu reprezentuje Česko na mezinárodních závodech v orientačním běhu. Vznikla po rozpadu Československa, kdy došlo i k rozdělení československé reprezentace v orientačním běhu. Státní reprezentaci zaštiťuje Český svaz orientačních sportů, který je členem Mezinárodní federace orientačního běhu.  
Česká reprezentace se pravidelně účastní všech světových i evropských soutěží, jde především o Mistrovství světa v orientačním běhu, Mistrovství Evropy v orientačním běhu, Světový pohár v orientačním běhu a další. 

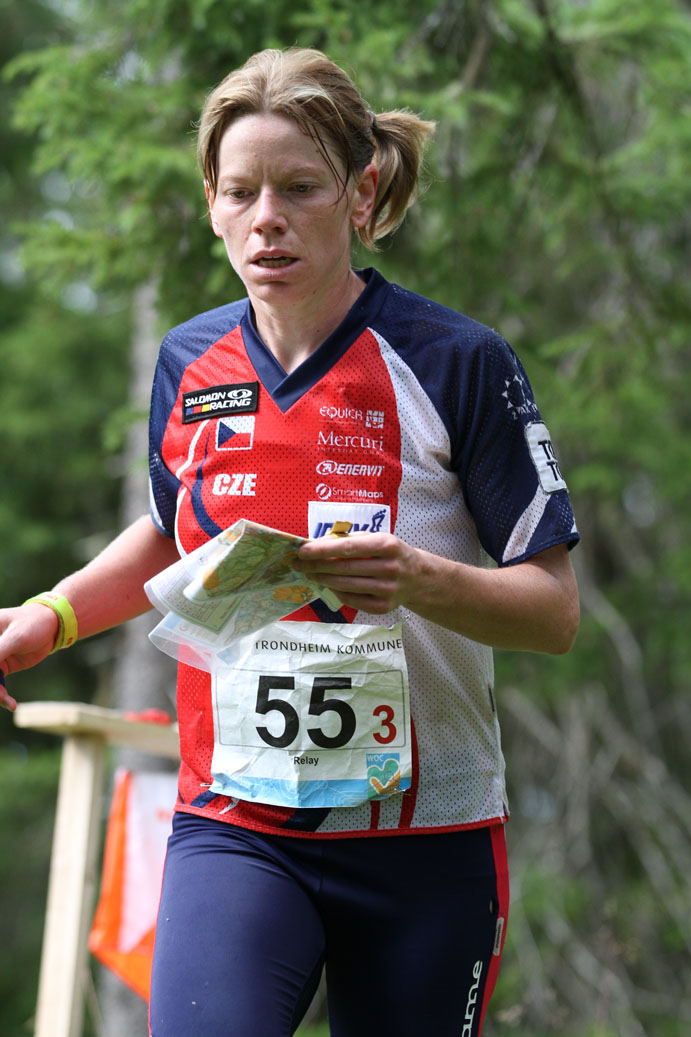
Nejúspěšnější česká závodnice Dana Šafka Brožková.

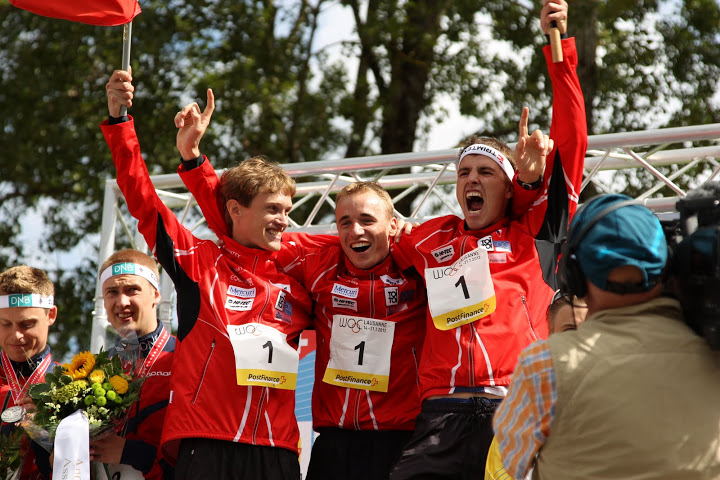
Zlaté štafetové trio českých mužů z MS 2012.

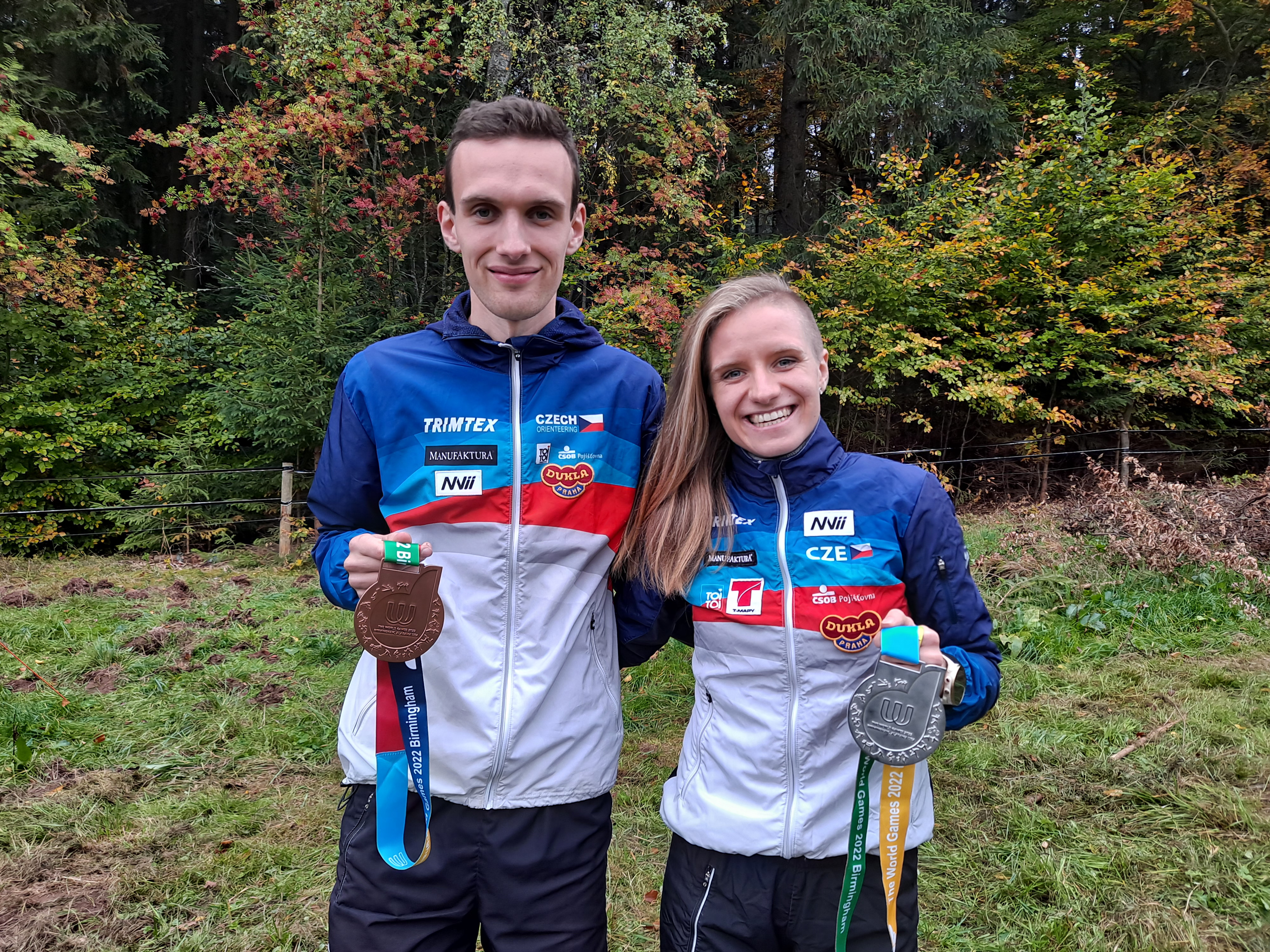
Medailisté ze Světových her 2022 Tereza Janošíková a Tomáš Křivda.

## Úspěchy české reprezentace
Česká reprezentace patří do širší světové špičky, což nejlépe prezentuje přehled získaných medailí mezi dospělými i juniory.
| Medailové úspěchy | Medailové úspěchy | Medailové úspěchy |
| Rok               | Reprezentace dospělých | Reprezentace juniorů |
| ----------------- | --- | --- |
| 1993              | MS 1993 · štafety - Petra Novotná, Mária Honzová, Marcela Kubatková,Jana Cieslarová                                                        | MSJ 1993 · krátká trať - Václav Zakouřil · klasická trať - Hana Doleželová |
| 1995              | MS 1995 · štafety - Petra Novotná, Mária Honzová, Marcela Kubatková, Jana Cieslarová                                                       | MSJ 1995 · štafety - Kateřina Mikšová, Kateřina Pracná, Eva Juřeníková · krátká trať - Tomáš Zakouřil · klasická trať - Lenka Čechová · krátká trať - Iva Navrátilová · klasická trať - Kateřina Mikšová |
| 1996              | | MSJ 1996 · štafety - Michal Horáček, Vladimír Lučan, Luboš Matějů · klasická trať - Kateřina Pracná |
| 1997              | | MSJ 1997 · krátká trať - Kateřina Mikšová · krátká trať - Vladimír Lučan · štafety - Zuzana Macúchová, Vendula Klechová, Michaela Skoumalová · štafety - Lukáš Přinda, Michal Horáček, Vladimír Lučan |
| 1998              | | MSJ 1998 · klasická trať - Eva Juřeníková |
| 2000              | ME 2000 · štafety - Vladimír Lučan, Michal Jedlička, Rudolf Ropek                                                                          | MSJ 2000 · krátká trať - Michal Smola · klasická trať - Jiří Kazda · štafety - Jiří Kazda, Jaromír Švihovský, Michal Smola · krátká trať - Zbyněk Hora · krátká trať - Jaromír Švihovský · klasická trať - Jaromír Švihovský |
| 2001              | MS 2001 · štafety - Michal Horáček, Michal Jedlička, Radek Novotný, Rudolf Ropek                                                           | MSJ 2001 · klasická trať - Dana Brožková · štafety - Jan Mrázek, Jaromír Vlach, Michal Smola · štafety - Dana Brožková, Iva Rufferová, Martina Dočkalová · krátká trať - Michal Smola · klasická trať - Michal Smola |
| 2002              | | MSJ 2002 · klasická trať - Michaela Przyczková |
| 2003              | MS 2003 · sprint - Rudolf Ropek | MSJ 2003 · klasická trať - Martina Dočkalová |
| 2004              | | MSJ 2004 · krátká trať - Radka Brožková · štafety - Jan Palas, Jan Šedivý, Jan Procházka |
| 2005              | SH 2005 · štafety - Petr Losman, Marta Štěrbová, Tomáš Dlabaja, Dana Brožková                                                              | MSJ 2005 · štafety - Adam Chromý, Jan Beneš, Jan Palas |
| 2006              | MS 2006 · klasická trať - Dana Brožková | MSJ 2006 · krátká trať - Jan Beneš |
| 2007              | | MSJ 2007 · sprint - Vojtěch Král · štafety - Štěpán Kodeda, Jan Beneš, Adam Chromý · sprint - Šárka Svobodná |
| 2008              | MS 2008 · klasická trať - Dana Brožková · krátká trať - Michal Smola · krátká trať - Radka Brožková                                        | MSJ 2008 · sprint - Štěpán Kodeda |
| 2009              | MS 2009 · krátká trať - Dana Brožková | MSJ 2009 · sprint - Tereza Novotná · sprint - Miloš Nykodým |
| 2010              | ME 2010 · klasická trať - Dana Brožková | MSJ 2010 · klasická trať - Pavel Kubát · štafety - Denisa Kosová, Jana Knapová, Tereza Novotná |
| 2011              | MS 2011 · klasická trať - Dana Brožková · štafety - Martina Zvěřinová, Eva Juřeníková, Dana Brožková                                       | MSJ 2011 · štafety - Adéla Indráková, Denisa Kosová, Tereza Novotná · sprint - Tereza Novotná · štafety - Michal Hubáček, Marek Schuster, Pavel Kubát |
| 2012              | MS 2012 · štafety - Tomáš Dlabaja, Jan Šedivý, Jan Procházka                                                                               | MSJ 2012 · sprint - Jan Petržela · krátká trať - Jan Petržela |
| 2013              | | MSJ 2013 · štafety - Lenka Knapová, Kateřina Chromá, Vendula Horčičková · štafety - Marek Schuster, Adam Chloupek, Michal Hubáček · sprint - Michal Hubáček |
| 2014              | ME 2014 · štafety - Jan Petržela, Vojtěch Král, Jan Procházka                                                                              | MSJ 2014 · štafety - Ondřej Semík, Jonáš Hubáček, Marek Minář · klasická trať - Marek Minář |
| 2016              | ME 2016 · štafety - Jan Petržela, Jan Šedivý, Vojtěch Král                                                                                 | |
| 2017              | SH 2017 · krátká trať - Vojtěch Král | MSJ 2017 · sprint - Tereza Janošíková |
| 2018              | | MSJ 2018 · sprint - Tereza Janošíková · štafety - Tereza Čechová, Barbora Chaloupská, Tereza Janošíková · krátká trať - Barbora Chaloupská · klasická trať - Tereza Janošíková · klasická trať - Daniel Vandas · štafety - Vojtěch Sýkora, Tomáš Křivda, Daniel Vandas |
| 2019              | | MSJ 2019 · sprint - Tereza Janošíková |
| 2021              | | MSJ 2021 · sprint - Lucie Semíková · štafety - Michaela Dittrichová, Lucie Semíková, Markéta Mulíčková |
| 2022              | SH 2022 · sprint - Tereza Janošíková · sprint - Tomáš Křivda · ME 2022 · štafety - Vendula Horčičková, Adéla Finstrlová, Tereza Janošíková | MSJ 2022 · sprint - Anna Karlová · štafety - Anna Karlová, Jakub Chaloupský, Daniel Bolehovský, Markéta Mulíčková |
| 2023              | | MSJ 2023 · klasická trať - Lucie Dittrichová · klasická trať - Jakub Chaloupský · štafety - Daniel Bolehovský, Jiří Donda, Jakub Chaloupský · krátká trať - Lucie Dittrichová · krátká trať - Jakub Chaloupský · štafety - Anna Karlová, Markéta Mulíčková, Lucie Dittrichová |
| 2024              | | MSJ 2024 · sprint - Michaela Novotná · klasická trať - Lucie Dittrichová · krátká trať - Lucie Dittrichová · krátká trať - Jan Strýček · klasická trať - Michaela Novotná · krátká trať - Viktorie Škáchová · klasická trať - Viktorie Škáchová · klasická trať - Daniel Bolehovský · štafety - Michaela Novotná, Viktorie Škáchová, Lucie Dittrichová                                            |
| 2025              | SH 2025 · sprint - Tomáš Křivda · sprintové štafety - Denisa Králová, Jakub Glonek, Tomáš Křivda, Tereza Rauturier                         | MSJ 2025 · klasická trať - Daniel Bolehovský · krátká trať - Viktorie Škáchová · sprintové štafety - Hana Vítková, Daniel Bolehovský, Tomáš Urbánek, Lucie Dittrichová · sprint - Daniel Bolehovský · sprint - Lucie Dittrichová · krátká trať - Lucie Dittrichová · štafety - Prokop Tomášek, Erik Heczko, Daniel Bolehovský · štafety - Viktorie Vyziblová, Barbora Strýčková, Kateřina Štěpová |

## Mistrovství světa
Mistrovství světa v orientačním běhu je nejvýznamnější soutěží tohoto sportu. Původně se konalo jednou za dva roky, od roku 2003 je pořádáno každoročně. Každý národní svaz může na MS vyslat maximálně 14 sportovců (7 mužů a 7 žen), přičemž v jednotlivých závodech nemohou startovat více než 3 muži a 3 ženy. Výjimkou je poslední mistr světa, tehdy může národní svaz vyslat 4 zástupce. 

### Počty startů českých závodníků na MS
| Počty startů                   | Počty startů | Počty startů  | Počty startů     | Počty startů     | Počty startů |
| Jméno                          | Počet startů | Zlatá medaile | Stříbrná medaile | Bronzová medaile | Účastník MS |
| ------------------------------ | ------------ | ------------- | ---------------- | ---------------- | --- |
| Dana Šafka Brožková            | 13           | 2             | 2                | 1                | MS 2003, MS 2004, MS 2005, MS 2006, MS 2007, MS 2008, MS 2009, MS 2010, MS 2011, MS 2012, MS 2013, MS 2015, MS 2016 |
| Eva Juřeníková                 | 13           |               | 1                |                  | MS 1999, MS 2001, MS 2005, MS 2006, MS 2007, MS 2008, MS 2009, MS 2010, MS 2011, MS 2012, MS 2013, MS 2014, MS 2015 |
| Vojtěch Král                   | 11           |               |                  |                  | MS 2009, MS 2012, MS 2014, MS 2015, MS 2016, MS 2017, MS 2018, MS 2019, MS 2021, MS 2022, MS 2025                   |
| Jan Šedivý                     | 10           | 1             |                  |                  | MS 2006, MS 2009, MS 2010, MS 2011, MS 2012, MS 2013, MS 2014, MS 2015, MS 2016, MS 2017                            |
| Jan Procházka                  | 10           | 1             |                  |                  | MS 2007, MS 2008, MS 2009, MS 2010, MS 2011, MS 2012, MS 2013, MS 2014, MS 2015, MS 2016                            |
| Tomáš Dlabaja                  | 9            | 1             |                  |                  | MS 2005, MS 2006, MS 2007, MS 2008, MS 2009, MS 2010, MS 2011, MS 2012, MS 2013                                     |
| Vendula Klechová-Haldin        | 9            |               |                  |                  | MS 2001, MS 2004, MS 2005, MS 2009, MS 2010, MS 2012, MS 2013, MS 2013, MS 2016                                     |
| Miloš Nykodým                  | 9            |               |                  |                  | MS 2013, MS 2014, MS 2015, MS 2016, MS 2017, MS 2018, MS 2019, MS 2021, MS 2023                                     |
| Tereza Janošíková-Rauturier    | 8            |               |                  |                  | MS 2017, MS 2018, MS 2019, MS 2021, MS 2022, MS 2023, MS 2024, MS 2025                                              |
| Michal Smola                   | 7            |               | 1                |                  | MS 2003, MS 2004, MS 2006, MS 2007, MS 2008, MS 2009, MS 2010                                                       |
| Jana Knapová-Stehlíková        | 7            |               |                  |                  | MS 2014, MS 2015, MS 2016, MS 2017, MS 2018, MS 2021, MS 2022                                                       |
| Vendula Horčičková-Rusá        | 7            |               |                  |                  | MS 2014, MS 2015, MS 2017, MS 2018, MS 2019, MS 2021, MS 2023                                                       |
| Denisa Kosová-Králová          | 7            |               |                  |                  | MS 2015, MS 2016, MS 2017, MS 2019, MS 2021, MS 2023, MS 2025                                                       |
| Michal Jedlička                | 6            |               |                  | 1                | MS 1999, MS 2001, MS 2003, MS 2004, MS 2005, MS 2007                                                                |
| Iveta Duchová-Šístková         | 6            |               |                  |                  | MS 2008, MS 2010, MS 2011, MS 2022, MS 2013, MS 2014                                                                |
| Adéla Indráková-Finstrlová     | 6            |               |                  |                  | MS 2015, MS 2016, MS 2017, MS 2018, MS 2021, MS 2022                                                                |
| Rudolf Ropek                   | 5            |               | 1                | 1                | MS 1995, MS 1997, MS 1999, MS 2001, MS 2003                                                                         |
| Martina Dočkalová-Zvěřinová    | 5            |               | 1                |                  | MS 2003, MS 2005, MS 2009, MS 2011, MS 2014                                                                         |
| Michal Horáček                 | 5            |               |                  | 1                | MS 1999, MS 2001, MS 2003, MS 2004, MS 2005                                                                         |
| Radka Brožková-Bečičková       | 5            |               |                  | 1                | MS 2006, MS 2007, MS 2008, MS 2009, MS 2010                                                                         |
| Zdenka Stará-Kozáková          | 5            |               |                  |                  | MS 2001, MS 2004, MS 2006, MS 2007, MS 2008                                                                         |
| Vladimír Lučan                 | 5            |               |                  |                  | MS 2001, MS 2003, MS 2004, MS 2006, MS 2008                                                                         |
| Petr Losman                    | 5            |               |                  |                  | MS 2003, MS 2005, MS 2006, MS 2007, MS 2008                                                                         |
| Pavel Kubát                    | 5            |               |                  |                  | MS 2015, MS 2016, MS 2018, MS 2019, MS 2021                                                                         |
| Tomáš Křivda                   | 5            |               |                  |                  | MS 2021, MS 2022, MS 2023, MS 2024, MS 2025                                                                         |
| Jana Cieslarová-Bruková +CS    | 4            |               |                  | 2                | MS 1993, MS 1995, MS 1997, MS 1999                                                                                  |
| Tomáš Prokeš +CS               | 4            |               |                  |                  | MS 1993, MS 1995, MS 1997, MS 1999                                                                                  |
| Libor Zřídkaveselý             | 4            |               |                  |                  | MS 1993, MS 1995, MS 1997, MS 1999                                                                                  |
| Štěpán Kodeda                  | 4            |               |                  |                  | MS 2011, MS 2012, MS 2013, MS 2014                                                                                  |
| Mária Honzová-Kovaříková       | 3            |               |                  | 2                | MS 1993, MS 1995, MS 1997                                                                                           |
| Marcela Kubatková-Kilarská +CS | 3            |               |                  | 2                | MS 1993, MS 1995, MS 1997                                                                                           |
| Petra Novotná +CS              | 3            |               |                  | 2                | MS 1993, MS 1995, MS 1999                                                                                           |
| Zuzana Macúchová               | 3            |               |                  |                  | MS 2001, MS 2004, MS 2006                                                                                           |
| Marta Štěrbová-Lučanová        | 3            |               |                  |                  | MS 2003, MS 2004, MS 2005                                                                                           |
| Jan Petržela                   | 3            |               |                  |                  | MS 2014, MS 2015, MS 2017                                                                                           |
| Marek Minář                    | 3            |               |                  |                  | MS 2017, MS 2018, MS 2019                                                                                           |
| Jakub Glonek                   | 3            |               |                  |                  | MS 2021, MS 2022, MS 2024                                                                                           |
| Martin Roudný                  | 3            |               |                  |                  | MS 2022, MS 2023, MS 2024                                                                                           |
| Jonáš Hubáček                  | 3            |               |                  |                  | MS 2023, MS 2024, MS 2025                                                                                           |
| Radek Novotný                  | 2            |               |                  | 1                | MS 2001, MS 2004 |
| Bohdana Térová-Heczková        | 2            |               |                  |                  | MS 2001, MS 2003 |
| Zuzana Stehnová-Jedličková     | 2            |               |                  |                  | MS 2003, MS 2004 |
| Jan Mrázek                     | 2            |               |                  |                  | MS 2008, MS 2009 |
| Monika Topinková-Rollier       | 2            |               |                  |                  | MS 2009, MS 2011 |
| Adam Chromý                    | 2            |               |                  |                  | MS 2010, MS 2011 |
| Michaela Omová                 | 2            |               |                  |                  | MS 2013, MS 2014 |
| Jana Peterová                  | 2            |               |                  |                  | MS 2022, MS 2024 |
| Hana Doleželová                | 1            |               |                  |                  | MS 1993 |
| Petr Kozák +CS                 | 1            |               |                  |                  | MS 1993 |
| Petr Vavrys +CS                | 1            |               |                  |                  | MS 1993 |
| Zdeněk Zuzánek +CS             | 1            |               |                  |                  | MS 1993 |
| Martin Sadílek                 | 1            |               |                  |                  | MS 1995 |
| Kateřina Tichá                 | 1            |               |                  |                  | MS 1995 |
| Petr Utinek +CS                | 1            |               |                  |                  | MS 1995 |
| Olga Lepšíková-Koutná          | 1            |               |                  |                  | MS 1997 |
| Tomáš Zakouřil                 | 1            |               |                  |                  | MS 1997 |
| Marcela Klapalová-Kopecká      | 1            |               |                  |                  | MS 1999 |
| Iva Navrátilová-Fagré          | 1            |               |                  |                  | MS 2003 |
| Lucie Krafková-Luštická        | 1            |               |                  |                  | MS 2007 |
| Jana Panchártková-Šímová       | 1            |               |                  |                  | MS 2008 |
| Šárka Svobodná                 | 1            |               |                  |                  | MS 2010 |
| Daniel Hájek                   | 1            |               |                  |                  | MS 2011 |
| Eduard Šmehlík                 | 1            |               |                  |                  | MS 2011 |
| Tereza Novotná                 | 1            |               |                  |                  | MS 2013 |
| Lenka Mechlová-Voštová         | 1            |               |                  |                  | MS 2019 |
| Tomáš Kubelka                  | 1            |               |                  |                  | MS 2021 |
| Tereza Čechová                 | 1            |               |                  |                  | MS 2023 |
| Jana Pekařová                  | 1            |               |                  |                  | MS 2024 |
| Barbora Matějková              | 1            |               |                  |                  | MS 2024 |
| Lucie Dittrichová              | 1            |               |                  |                  | MS 2025 |
| Daniel Bolehovský              | 1            |               |                  |                  | MS 2025 |
| Jakub Chaloupský               | 1            |               |                  |                  | MS 2025 |
| Lucie Semíková                 | 1            |               |                  |                  | MS 2025 |

+CS = závodníci startovali do roku 1993 na dalších mistrovstvích světa za československou reprezentaci. Tyto závody zde nejsou počítány.

## Světové hry
Světové hry se konají každé čtyři roky a to pro sporty, které nejsou zahrnuty v programu Olympijských her. Orientační běh je pořádán od roku 2001 a to jako samostatná soutěž pro ženy, muže a mix štafetových týmů (2 muži, 2 ženy). Protože na Světových hrách může startovat pouze 40 mužů a 40 žen, je počet startujících omezen. Více v článku Orientační běh na světových hrách. 
| Rok  | Datum                   | Země                 | Účastníci                                                               | Úspěch                                                         |
| ---- | ----------------------- | -------------------- | ----------------------------------------------------------------------- | -------------------------------------------------------------- |
| 2001 | 15. - 25. srpna         | Akita, Japonsko      | Bohdana Térová, Zdenka Stará, Vladimír Lučan, Michal Jedlička           |                                                                |
| 2005 | 14. - 24. července      | Duisburg, Německo    | Dana Brožková, Marta Štěrbová, Tomáš Dlabaja, Petr Losman               | 3. místo štafety                                               |
| 2009 | 16. - 26. července      | Kaohsiung, Tchaj-pej | Dana Brožková, Radka Brožková, Iveta Duchová, Tomáš Dlabaja, Jan Šedivý |                                                                |
| 2013 | 25. července - 4. srpna | Cali, Kolumbie       | Iveta Duchová, Tereza Novotná, Jan Procházka, Vojtěch Král              |                                                                |
| 2017 | 20. - 30. července      | Vratislav, Polsko    | Tereza Janošíková, Denisa Kosová, Jan Petržela, Vojtěch Král            | 3. místo Vojtěcha Krále na krátké trati                        |
| 2022 | 7. - 17. července       | Birmingham, USA      | Tereza Janošíková, Denisa Kosová, Vojtěch Král, Tomáš Křivda            | 2. místo Terezy Janošíkové a 3. místo Tomáše Křivdy ve sprintu |

## Trenéři
- 1993 - Jaroslav Kačmarčík - šéftrenér, trenér mužů,  Anna Gavendová - trenérka žen
- 1994 - Jaroslav Kačmarčík - šéftrenér, trenér mužů,  Anna Gavendová - trenérka žen
- 1995 - Jaroslav Kačmarčík - šéftrenér, trenér mužů,  Anna Gavendová - trenérka žen
- 1996 - Jaroslav Kačmarčík - šéftrenér, Josef Hubáček - trenér mužů, Anna Gavendová - trenérka žen
- 1997 - Jaroslav Kačmarčík - šéftrenér, Josef Hubáček - trenér mužů, Svatava Nováková - trenérka žen
- 1998 - Jaroslav Kačmarčík - šéftrenér, Josef Hubáček - trenér mužů, Martin Král - trenér žen
- 1999 - Jaroslav Kačmarčík - šéftrenér, Josef Hubáček - trenér mužů, Martin Král - trenér žen
- 2000 - Jan Kaplan - šéftrenér, trenér mužů, Tom Novák - trenér žen
- 2001 - Jan Kaplan - šéftrenér, trenér mužů, Tom Novák - trenér žen
- 2002 - Jan Kaplan - šéftrenér, trenér mužů a žen, Zdeněk Zuzánek - asistent pro muže, Jiří Sýkora - asistent pro ženy
- 2003 - Radek Novotný - šéftrenér, trenér mužů, Tom Novák - trenér žen
- 2004 - Radek Novotný - šéftrenér, trenér mužů, Tom Novák - trenér žen [3]
- 2005 - Radek Novotný - šéftrenér, trenér mužů, Tom Novák - trenér žen [4]
- 2006 - Radek Novotný - šéftrenér
- 2007 - Radek Novotný - šéftrenér
- 2008 - Radek Novotný - šéftrenér [5]
- 2009 - Radek Novotný - šéftrenér [6]
- 2010 - Radek Novotný - šéftrenér [7]
- 2011 - Radek Novotný - šéftrenér [8]
- 2012 - Radek Novotný - šéftrenér [9]
- 2013 - Radek Novotný - šéftrenér [10]
- 2014 - Radek Novotný - šéftrenér [11]
- 2015 - Radek Novotný - šéftrenér [12]
- 2016 - Radek Novotný - šéftrenér
- 2017 - Radek Novotný - šéftrenér
- 2018 - Radek Novotný - šéftrenér [13]
- 2019 - Jan Šedivý - šéftrenér, Jaroslav Kačmarčík - asistent trenéra
- 2020 - Jan Šedivý - šéftrenér, Jan Procházka - sprintový trenér, Jaroslav Kačmarčík - asistent pro ženy [14]
- 2021 - Jan Šedivý - šéftrenér, Jan Procházka - sprintový trenér, Jaroslav Kačmarčík - asistent pro ženy, Daniel Hájek – asistent pro tým nadějí[15]
- 2022 - Jan Šedivý - šéftrenér, Jaroslav Kačmarčík - asistent pro ženy, Marek Cahel – asistent pro Naděje[16]
- 2023 - Jan Šedivý - šéftrenér, Jaroslav Kačmarčík - asistent pro ženy, Marek Cahel – asistent pro Naděje[17]
- 2024 - Jan Šedivý - šéftrenér, Jaroslav Kačmarčík - asistent pro ženy, Marek Cahel – asistent pro Naděje[18]
- 2025 - Jan Šedivý - šéftrenér, Jaroslav Kačmarčík - asistent pro ženy, Marek Cahel – asistent pro Naděje[19]